# Bukowłyk
Bukowłyk (bułg. Буковлък) – wieś w Bułgarii, w obwodzie Plewen, w gminie Plewen. Według danych szacunkowych Ujednoliconego Systemu Ewidencji Ludności oraz Usług Administracyjnych dla Ludności, 15 czerwca 2020 roku miejscowość liczyła 4 266 mieszkańców.